# Schopfheim
Schopfheim è un comune tedesco di 18 984 abitanti, situato nel land del Baden-Württemberg.